# 스콧 알렉산더와 래리 캐러쥬스키

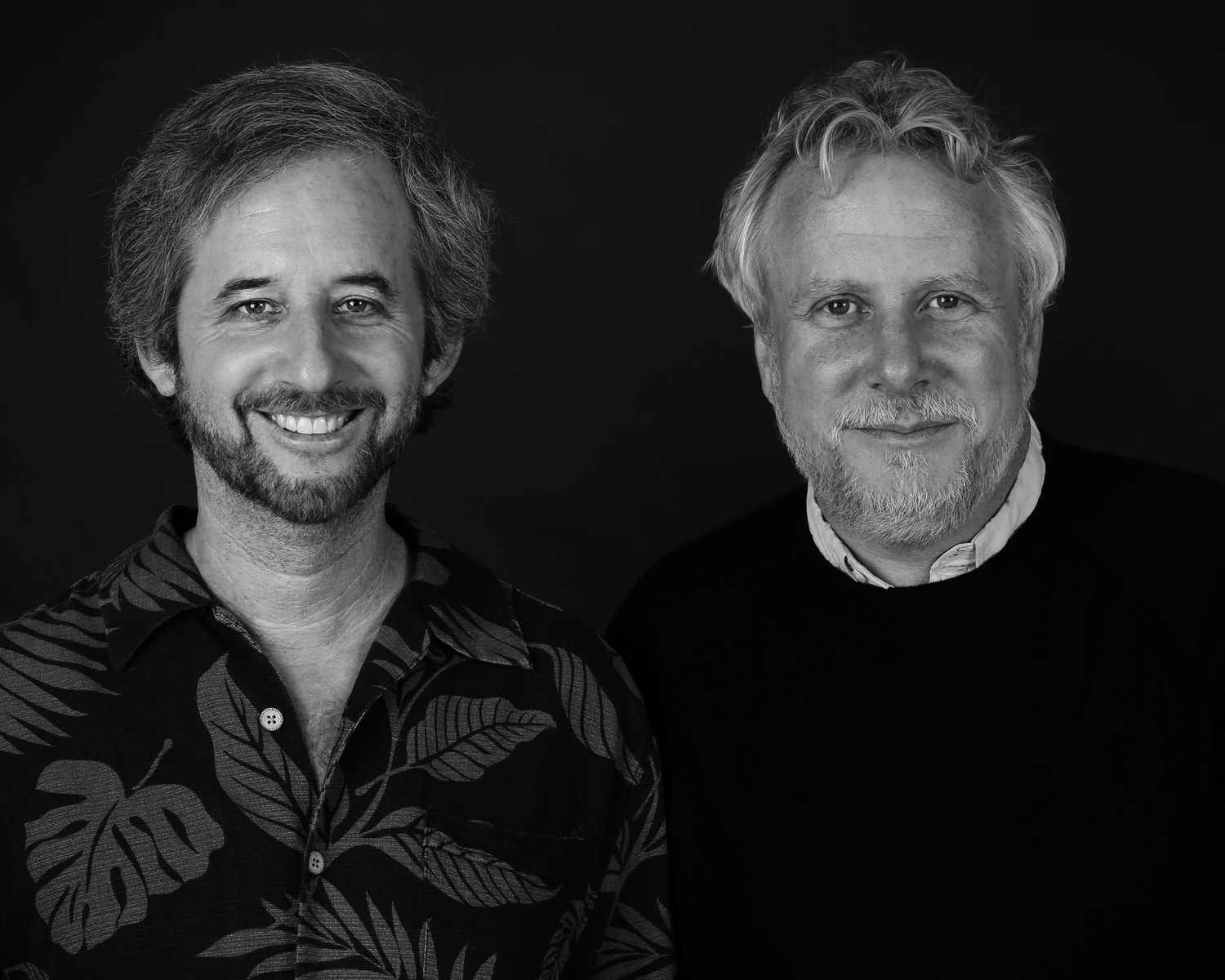

스콧 알렉산더(Scott Alexander, 1963년 6월 16일 ~ )와 래리 캐러쥬스키(Larry Karaszewski, 영어 발음: /kærəˈzjuːski/, 1961년 11월 20일 ~ )는 미국의 각본 팀이다.
이들은 1학년이었던 시절 서던캘리포니아 대학교에서 만났다. 1985년 School of Cinematic Arts를 졸업했다.

## 참여 작품

### 각본가 활동
- 쥬니어는 문제아
- 쥬니어는 문제아 2
- 에드 우드 (영화)
- 래리 플린트 (영화)
- 맨 온 더 문
- 에이전트 코디 뱅크스
- 1408 (영화)
- 빅 아이즈
- 구스범스 (영화)
- 내 이름은 돌러마이트

### 텔레비전 시리즈
- 아메리칸 크라임 스토리